# یواس‌اس کنگره (۱۷۷۶)
یواس‌اس کنگره (۱۷۷۶) (به انگلیسی: USS Congress (1776)) یک کشتی بود که طول آن ۷۲ فوت ۴ اینچ (۲۲٫۰۵ متر) بود. این کشتی در سال ۱۷۷۶ ساخته شد.